# Eriogonum ochrocephalum
Eriogonum ochrocephalum är en slideväxtart som beskrevs av S. Wats.. Eriogonum ochrocephalum ingår i släktet Eriogonum och familjen slideväxter. Inga underarter finns listade i Catalogue of Life.